# Système quaternaire
Pour les articles homonymes, voir Quaternaire (homonymie).
Le système quaternaire est le système de numération de base 4. Il utilise les chiffres 0, 1, 2 et 3 pour représenter n'importe quel nombre réel.
Il partage avec tous les systèmes de numération à radical fixé plusieurs propriétés, telle que la capacité à représenter n'importe quel nombre réel avec une représentation canonique (presque unique) et les caractéristiques des représentations des nombres rationnels et des nombres irrationnels. Voir le système décimal et le système binaire pour une discussion de ces propriétés.
Comme le système octal et le système hexadécimal, le système quaternaire possède une relation spéciale avec le système binaire. Chaque base 4, 8 et 16 est une puissance de 2, donc la conversion de et vers le binaire est implémentée en faisant coïncider chaque chiffre avec 2, 3 ou 4 chiffres binaires, ou bits. Par exemple, en base 4,
302104 = 11 00 10 01 002
Alors que l'octal et l'hexadécimal sont largement utilisés en calcul et en programmation dans les analyses et les discussions d'arithmétique et logique binaire, le système quaternaire n'a pas le même statut.
De manière intéressante, des parallèles peuvent être faits entre le système quaternaire et la manière dont le code génétique est représenté par l'ADN. Les quatre nucléotides de l'ADN dans l'ordre alphabétique, en abrégé A, C, G et T, peuvent être prises pour représenter les chiffres quaternaires dans l'ordre numérique 0, 1, 2, et 3. Avec ce code, les paires de chiffres complémentaires 0 ↔ 3, et 1 ↔ 2 (binaire 00 ↔ 11 et 01 ↔ 10) coïncident avec la complémentarité des paires de bases : A ↔ T et C ↔ G.
Par exemple, la séquence de nucléotide GATTACA peut être représentée par le nombre quaternaire 20330104 (= 915610).

## Anecdotes
Le système de numération Shadok utilise le système quaternaire (Ga = 0, Bu = 1, Zo = 2, Meu = 3).
Boby Lapointe surnomme le système quaternaire "bi-binaire" (et le système hexadécimal "bibi-binaire").